# Steffi Jones
Steffi Jones est une footballeuse allemande née le 22 décembre 1972 à Francfort-sur-le-Main. Elle a évolué au poste de milieu de terrain au 1.FFC Francfort et en équipe d'Allemagne.

## Biographie
Jones reçoit sa première sélection en équipe nationale en 1993, à l'occasion d'un match face au Danemark. Avec sa sélection nationale, elle est sacrée championne du Monde en 2003, ainsi que championne d'Europe en 1997, 2001 et 2005. En tout, elle compte 111 sélections pour 9 buts avec l'Allemagne.
En novembre 2007, Steffi devient présidente du comité d'organisation de la Coupe du monde féminine 2011. Cette compétition aura lieu en Allemagne.
En 2016, elle prend la succession de Silvia Neid au poste de sélectionneuse de l'équipe d'Allemagne. En raison de ses mauvais résultats, elle en est remercié le mardi 13 mars 2018.
En 2020 elle participe, en compagnie de Robert Beitsch, à la 13e saison de Let's Dance, la version allemande de Danse avec les stars.

## Vie privée
Née de mère allemande et de père militaire afro-américain, elle possède la double nationalité allemande et américaine. Elle a fait son coming out en 2013 et épouse sa compagne en juin 2014.

## Carrière
- 1991-1992 : FSV Francfort  Allemagne
- 1992-1993 : FFC Francfort  Allemagne
- 1993-1994 : TuS Niederkirchen  Allemagne
- 1994-1997 : FFC Francfort  Allemagne
- 1997-1998 : FSV Francfort  Allemagne
- 1998-2000 : SC 07 Bad Neuenahr  Allemagne
- 2000-2002 : FFC Francfort  Allemagne
- 2002-2003 : Washington Freedom (WUSA)  États-Unis
- 2003-2007 : FFC Francfort  Allemagne.
- International : 2003 et 2007 vainqueur coupe du monde

## Carrière d'entraîneur
- 2016-mars 2018 : Allemagne Féminine

## Palmarès
- Vainqueur de la Coupe du monde féminine 2003 avec l'Allemagne
- Vainqueur du Championnat d'Europe 1997 avec l'Allemagne
- Vainqueur du Championnat d'Europe 2001 avec l'Allemagne
- Vainqueur du Championnat d'Europe 2005 avec l'Allemagne
- Médaille de Bronze aux Jeux olympiques de Sydney en 2000 et aux Jeux olympiques d'Athènes en 2004
- Vainqueur de la Coupe UEFA féminine en 2002 et 2006 avec le 1.FFC Francfort
- Championne d'Allemagne en 1998 avec le FSV Francfort
- Championne d'Allemagne en 2001, 2002, 2003, 2005 et 2007 avec le 1.FFC Francfort
- Championne des États-Unis en 2003 avec les Washington Freedom
- Vainqueur de la Coupe d'Allemagne féminine (DFB-Pokalsieger) en 2001, 2002, 2003 et 2007 avec le 1.FFC Francfort